# Anna Brusewicz
Anna Brusewicz (ur. 20 maja 1980 w Warszawie) – polska statystka, fotomodelka, dublerka i aktorka.

## Filmografia

### Filmy
- 1999: Operacja Samum dublerka Anny Korcz w scenach "rozbieranych"
- 2000: Pierwszy milion
- 2000: Sezon na leszcza dublerka Anny Przybylskiej w scenach "rozbieranych"
- 2002: Haker jako dziewczyna z agencji towarzyskiej
- 2002: Kariera Nikosia Dyzmy jako dziewczyna na basenie
- 2002: E=mc² jako dziewczyna Landryny

### Seriale
- 2000: 13 posterunek 2
- 2001–2002: Graczykowie, czyli Buła i spóła jako dziewczyna z pokoju Waldka